# Пьюиг, Мэнни
Мэнни Пьюиг (англ. Manny Puiq, род. 13 февраля 1954 года, Куба) — американский специалист по дикой природе. Пьюиг известен своим нестандартным подходом при работе с опасными животными, такими как акулы, медведи и американские аллигаторы. Многократно появлялся в телешоу «Дикари», «Чудаки» и последующих полнометражных фильмах.
Пьюиг родился на Кубе в 1954 году, но он и его мать эмигрировали во Флориду, где он заинтересовался дикой природой. Его интересовала подводная рыбалка. В молодости много путешествовал, охотился на оленей. Позже он начал снимать свои общения с животными, первоначально сконцентрировав внимание на акулах.
В конце 1990-х годов Мэнни вместе с Меган Хини-Грайер и Марком Рэнкли занимался подводной съемкой собственной работы с акулами и аллигаторами.

## Фильмография
- 2000 — Чудаки (телесериал) — играет самого себя
- 2002 — Чудаки — играет самого себя
- 2003 — Дикари (телесериал) — играет самого себя
- 2006 — Чудаки 2 — играет самого себя
- 2007 — Чудаки 2.5 — играет самого себя
- 2010 — Чудаки 3D — играет самого себя
- 2011 — Чудаки 3.5 — играет самого себя